# Good Morning, Mickey!
Good Morning, Mickey! was een animatieprogramma dat kortstondig werd uitgezonden op de Amerikaanse televisiezender Disney Channel. De eerste uitzending was op 18 april 1983. De oorspronkelijke uitzendtijd was 7 uur 's ochtends (oostkusttijd).
Naast Mickey Mouse kwamen ook onder andere de personages Goofy, Donald Duck, Pluto en Knabbel en Babbel voor.
Het programma werd op 1 september 1983 vervangen door Donald Duck Presents.